# كوروت-7c
COROT-7c هو كوكب خارج المجموعة الشمسية قد يكون أرض هائلة أو مشابة لكوكب نبتون يدور حول النجم COROT-7 في إتجاة كوكبة وحيد القرن عند مسافة تقدر بحوالي 489 سنة ضوئية ، متوسط المسافة المدارية لهذا الكوكب تبلغ 0.046 وحدة فلكية من النجم ويكمل مدارة خلال فترة مدارية تستغرق 3.7 يوم أو 89 ساعة .

## الاكتشاف
اكتشف الكواكب خلال عمليات الرصد التي أجريت من أجل تأكيد وجود كوروت-7b المكتشف سابقاً وتم الإعلان عن اكتشاف الكوكب في فبراير 2009، خلال الندوة الأولى لبعثة كوروت . ومع ذلك، على عكس COROT-7b لم يتم الكشف عنة بطريقة العبور من قبل المرصد الفضائي كوروت، ولكن فقط من خلال تحليل دوبلر الطيفي عبر قياس السرعة الشعاعية باستخدام جهاز هاربس في مرصد لاسيلا، تشيلي. ولقد أسفرت عملية البحث الاحقة من أجل رصد عبور COROT-7c في المنحنى الضوئي لنجم COROT -7 عن نتيجة سلبية، مما يؤكد على أن الكوكب لا يمر من أمام النجم عندما يرصد من الأرض. ونتيجة لذلك لا توجد قياسات لتحديد نصف قطر الكوكب، ولا يمكن إنشاء نماذج لتحدديد كثافتة وبنيتة الكوكبية.

## خصائص
كحال COROT-7b، كتلة COROT-7C غير معروفة بدقة، لأن بيانات السرعة الشعاعية مشوشة بسبب وجود النشاط النجمي. وتتراوح قياسات الكتلة المنشورة من 8.4 كتلة أرضية إلى 13.5 كتلة أرضية  و12.4 كتلة أرضيةإلى 13.1 كتلة أرضية.
نطاق الكتلة هذا يشمل الأرض الهائلة إلى كتلة نبتون، وبالتالي فإن طبيعة CoRoT-7C تظل غير واضحة فقد يكون إما كوكب صخري أو عملاق جليدي .